# Polskpas

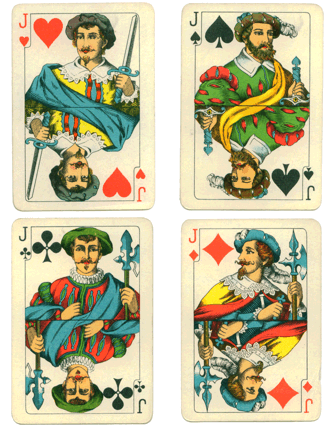
Die vier Wenzel

Polskpas, Polsk Pas oder Polskt Pass ist ein skandinavisches Stichspiel für vier Personen, dass mit 24 Karten gespielt wird.
Die Vorhand hat, als erste, das Recht, die Trumpfkarte anzunehmen oder, in der 2. Bietrunde, Trumpf zu machen. Wie es für Schafkopf-Kartenspiele typisch ist, die normalerweise Augen-Stichspiele sind, werden die vier Buben als „Wenzel“ bezeichnet und bilden dauerhaft die höchsten Trümpfe. Polskpas ähnelt dem historischen deutschen Kontraspiel, das aber nur zwei Wenzel hat.

## Geschichte und Etymologie
Das Spiel erscheint 1774 in einer dänischen Spieleanthologie unter dem Titel „Polsk Pas“, einer schwedischen Spieleanthologie von 1839, und in einer dänischen Enzyklopädie von 1924. Eine frühe literarische Erwähnung des Spiels findet sich in einem schwedischen Roman von 1753. Eine weitere frühe dänische literarische Erwähnung des Spiels stammt aus dem Jahr 1786.
Das Wort „pas“ hat im Dänischen mehrere Bedeutungen. Die einzige für Kartenspiele relevante ist „passen“, d. h. kein Gebot abgeben. Somit bedeuten sowohl „Polskpas“ (dänisch) als auch „Polskt Pass“ (schwedisch) „polnischer Pass“, was sich auf das polnische Parlamentsverfahren des 17. und 18. Jahrhunderts beziehen könnte, bei dem jedes Mitglied das Vetorecht hatte, was häufig zu Anarchie führte. Im weiteren Sinne könnte sich „Polskpas“ auf die Spielfunktion beziehen, die es dem Vorhand erlaubt, zu passen, anstatt mit dem aufgedeckten Blatt spielen zu müssen, aber später seine Meinung zu ändern.
Ein etwas späteres deutsches Spiel, bekannt als Kontraspiel oder Contraspiel, ähnelt Polskpas, hat aber nur zwei Wenzel und das Reizsystem ist komplexer.

## Spielregeln
Zehner sind niedrig. Die Buben oder Wenzel sind die höchsten Karten der Trumpffarbe und folgen in absteigender Reihenfolge Kreuz, Pik, Herz und Karo. Ein Bube gehört nicht zu seiner natürlichen Farbe, es sei denn, diese ist zufällig die Trumpffarbe.
Jeder der vier Spieler erhält fünf Karten in Stapeln zu je 2 und 3. Die restlichen vier Karten sind in der Regel nicht Teil des Spiels, mit Ausnahme der ersten, die aufgedeckt wird, um die bevorzugte Trumpffarbe zu bestimmen.
Beginnend mit Vorhand erhält jeder Spieler die Chance, mit der bevorzugten Farbe als Trumpf Alleinspieler zu werden. Ein Spieler, der dies akzeptiert, nimmt die aufgedeckte Karte und legt stattdessen eine andere Karte ab. Wenn alle passen, gibt es eine zweite Runde, in der jeder Spieler die Chance hat, mit einer anderen Trumpffarbe Alleinspieler zu werden (ohne die aufgedeckte Karte auszutauschen). In der zweiten Runde ist die Vorhand der einzige, der dies mit der bevorzugten Farbe tun darf. Scheitert auch die zweite Runde, wird das Spiel abgebrochen und der nächste Geber gibt.
Es gelten die Standardregeln für Stichspiele wie beim Whist. Die Vorhand spielt aus. Farbe muss bedient werden. Der Spieler, der den höchsten Trumpf oder die höchste Karte der ausgespielten Farbe gespielt hat, gewinnt den Stich und spielt zum nächsten aus. Um zu gewinnen, muss man drei Stiche machen. Um sicherzustellen, dass es immer einen Gewinner gibt, genügt es auch, als erster Spieler zwei Stiche zu machen, sofern die anderen Stiche nicht alle an denselben Spieler gehen.

## Wertung
Das Spiel wird um Geld gespielt und verwendet einen Pot für die Einsätze. Der Geber zahlt vor Spielbeginn einen Einsatz in den Pot ein.
Bei einem Gewinn erhält der Alleinspieler den Inhalt des Pots. Bei einem Verlust verdoppelt er den Inhalt.
Beim Ausspielen des dritten Stichs kann der Solospieler „Vole!“ ansagen und damit versprechen, alle fünf Stiche zu gewinnen. Bei einem Erfolg gewinnt der Alleinspieler den Einsatzbetrag von jedem Gegner. Gewinnt er nur das Spiel, macht aber nicht alle Stiche, wird nichts ausgezahlt und der Pot bleibt unberührt.

## Varianten
Drei Spieler können nach den gleichen Regeln spielen, vorausgesetzt, die Neunen und eine Zehn werden aus dem Stapel entfernt.